# Litsea wilsonii
Litsea wilsonii är en lagerväxtart som beskrevs av James Sykes Gamble. Litsea wilsonii ingår i släktet Litsea och familjen lagerväxter. Inga underarter finns listade i Catalogue of Life.